# Шункун Тані
Шункун Тані (кит.: 谷俊勲 / яп. 谷俊勲; нар. 11 серпня 1993, Токіо, Японія) — японський та тайванський футболіст, воротар клубу «ІСКК Йокагама».

## Життєпис
У 7-річному віці за наполяганням батька розпочав займатися футболом. Під час навчання в молодшій та середній школі виступав за дитячо-юнацькі секції футбольного клубу «Токіо». У 2010 році, разом з Хасімото Кенто, Хокуто Коямою та Ширасакі Рьогеї, зареєстрований як гравець другого типу у першій команді вище вказаного клубу.
У 2012 році тренувався під керівництвом тренера воротарів Кодзіми Нобуюкі в Університеті Ніхон. У 2013 році отримав нагороду найкращого воротаря Токійській університетській лізі.
У 2016 році підписав перший професіональний контракт, з «Альбірекс Ніїгата» (Сінгапур), фарм-клубом представника Джей-ліги 2 «Альбірекс Ніїґата».
У червні 2018 року перейшов до «Бріобекка Ураясу».
У 2019 році перебрався до «ІСКК Йокагама». 23 серпня 2019 року відправився у короткострокову оренду до тайванського клубу «Тайчун Футуро». У 2020 році повернувся до «ІСКК Йокагами».

## Статистика виступів

### Клубна
Станом на 1 квітня 2021.
| Клуб                           | Сезон             | Ліга                 | Ліга  | Ліга | Кубок | Кубок | Інші турніри | Інші турніри | Загалом | Загалом |
| Клуб                           | Сезон             | Дивізіон             | Матчі | Голи | Матчі | Голи  | Матчі        | Голи         | Матчі   | Голи    |
| ------------------------------ | ----------------- | -------------------- | ----- | ---- | ----- | ----- | ------------ | ------------ | ------- | ------- |
| «Альбірекс Ніїгата» (Сінгапур) | 2016              | С.Ліга               | 0     | 0    | 0     | 0     | 0            | 0            | 0       | 0       |
| «Естудьянтес» (Мурсія)         | 2017–18           | Терсера Дивізіон     | 4     | 0    | 0     | 0     | 0            | 0            | 4       | 0       |
| «Бріобекка Ураясу»             | 2018              | Футбольна ліга Канто | 5     | 0    | 0     | 0     | 0            | 0            | 5       | 0       |
| «ІСКК Йокагама»                | 2019              | Джей-ліга 3          | 2     | 0    | 0     | 0     | 0            | 0            | 2       | 0       |
| «ІСКК Йокагама»                | 2020              | Джей-ліга 3          | 0     | 0    | 0     | 0     | 0            | 0            | 0       | 0       |
| «ІСКК Йокагама»                | 2021              | Джей-ліга 3          | 0     | 0    | 0     | 0     | 0            | 0            | 0       | 0       |
| «ІСКК Йокагама»                | Загалом           | Загалом              | 2     | 0    | 0     | 0     | 0            | 0            | 2       | 0       |
| Усього за кар'єру              | Усього за кар'єру | Усього за кар'єру    | 11    | 0    | 0     | 0     | 0            | 0            | 11      | 0       |

Коментарі